# Nicolaus Hudtwalcker
 (février 2023).
La mise en forme du texte ne suit pas les recommandations de Wikipédia : il faut le « wikifier ».
Les points d'amélioration suivants sont les cas les plus fréquents. Le détail des points à revoir est peut-être précisé sur la page de discussion.
- Les titres sont pré-formatés par le logiciel. Ils ne sont ni en capitales, ni en gras.
- Le texte ne doit pas être écrit en capitales (les noms de famille non plus), ni en gras, ni en italique, ni en « petit »…
- Le gras n'est utilisé que pour surligner le titre de l'article dans l'introduction, une seule fois.
- L'italique est rarement utilisé : mots en langue étrangère, titres d'œuvres, noms de bateaux, etc.
- Les citations ne sont pas en italique mais en corps de texte normal. Elles sont entourées par des guillemets français : « et ».
- Les listes à puces sont à éviter, des paragraphes rédigés étant largement préférés. Les tableaux sont à réserver à la présentation de données structurées (résultats, etc.).
- Les appels de note de bas de page (petits chiffres en exposant, introduits par l'outil «  Source ») sont à placer entre la fin de phrase et le point final[comme ça].
- Les liens internes (vers d'autres articles de Wikipédia) sont à choisir avec parcimonie. Créez des liens vers des articles approfondissant le sujet. Les termes génériques sans rapport avec le sujet sont à éviter, ainsi que les répétitions de liens vers un même terme.
- Les liens externes sont à placer uniquement dans une section « Liens externes », à la fin de l'article. Ces liens sont à choisir avec parcimonie suivant les règles définies. Si un lien sert de source à l'article, son insertion dans le texte est à faire par les notes de bas de page.
- La présentation des références doit suivre les conventions bibliographiques. Il est recommandé d'utiliser les modèles {{Ouvrage}}, {{Chapitre}}, {{Article}}, {{Lien web}} et/ou {{Bibliographie}}. Le mode d'édition visuel peut mettre en forme automatiquement les références.
- Insérer une infobox (cadre d'informations à droite) n'est pas obligatoire pour parachever la mise en page.

Pour une aide détaillée, merci de consulter Aide:Wikification.
Si vous pensez que ces points ont été résolus, vous pouvez retirer ce bandeau et améliorer la mise en forme d'un autre article.
Pour les articles homonymes, voir Hudtwalcker.
Nicolaus Hudtwalcker (né le 10 mars 1794 à Hambourg, mort le 26 février 1863 dans la même ville) est un courtier d'assurances et mécène allemand.

## Biographie
Nicolaus Hudtwalcker est le fils de Nicolaus Hudtwalcker et son épouse Charlotte Amalie Ohmann. La famille Hudtwalcker est une famille d'homme d'affaires : il est neveu de Johann Michael et Elisabeth Hudtwalcker et Christian Martin Hudtwalcker et frère de Martin Hieronymus Hudtwalcker. Il donne un apprentissage à Karl Johann Wesselhoeft, le beau-fils de sa sœur Susette Wesselhoeft, né Hudtwalcker, au sein de la société Hudtwalcker Assekuranz fondée par son père et qui deviendra Hudtwalcker & Wesselhoeft.
Nicolaus Hudtwalcker est l'un des trente fondateurs du Kunstverein in Hamburg. En 1842 et 1843, il fait bâtir une maison par l'architecte Alexis de Chateauneuf, l'architecte d'intérieur Ludovicus Piglhein. En 1838, il rachète à Georg August Spangenberg sa collection d'œuvres d'art. En 1858, il ouvre son musée. Comme beaucoup de Hambourgeois, il donnera sa collection d'œuvres modernes à la Kunsthalle. Après sa mort, il fait un legs pour fonder une institution pour les filles-mères.
Il lègue à Karl Johann Wesselhoeft son entreprise, sa maison et les œuvres de maîtres anciens. Quand Wesselhoeft devient spéculateur en 1888, il doit vendre la collection avec la permission de la Kunsthalle.
Dans la collection de Nicolaus Hudtwalcker, on trouve des œuvres de Alexander Adriaanssen, Willem van Aelst, Jacopo Amigoni, Jan Asselijn, Ludolf Bakhuizen, Jan Abrahamsz Beerstraaten, Dirck van Bergen, Nicolaes Berchem, Antonio Bernieri, Pieter de Bloot, Pieter Boel, Abraham van Boresum, Jan Both, Bartholome Bremberg, Bartholomeus Breenbergh, Quirijn van Brekelenkam, Jan Brueghel l'Ancien, Adriaen Brouwer, Carletto Caliari, Annibale Carracci, Lodovico Carracci, Anthonie Jansz. van der Croos, Albert Cuyp, Cornelis Decker, Balthasar Denner, François Desportes, Abraham van Diepenbeeck, Christian Wilhelm Ernst Dietrich, Simon van der Does, Giovanni Dominici, Gerard Dou, Drost van Terlee, Cornelis Dubois, Karel Dujardin, Cornelis Dusart, Gerbrand van den Eeckhout, Adam Elsheimer, Jacob Esselens, Allart van Everdingen, Govaert Flinck, Jacob Gensler, Jan van Goyen, Robert Griffier, Jan Hackaert, Cornelis de Heem, Bartholomeus van der Helst, Jan van der Heyden, Melchior d'Hondecoeter, Pieter de Hooch, C. van Hoolen, Jan van Huchtenburg, Ludolf de Jongh, Willem Kalf, Alexander Keirincx, Wouter Knijff, Klaes Koedyk, Pieter van Laer, Filippo Lauri, les frères Le Nain, Johannes Lingelbach, Bernardino Luini, Johann Liss, Jacob van Loo, Carlo Maratta, Jean-Louis de Marne, Anton Raphael Mengs, Jan Miel, Jan van Mieris, Willem van Mieris, Jan Miense Molenaer, Nicolaes Molenaer, Carel de Moor, Emanuel Murant, Bartolomé Esteban Murillo, Aernout van der Neer, Caspar Netscher, Giuseppe Nogari, Adriaen van Ostade, Isaac van Ostade, Antonie Palamedesz, Cornelis van Poelenburgh, Gaspard Poussin, Nicolas Poussin, Adam Pynacker, Rembrandt van Rijn, Theodoor Rombouts, Rachel Ruysch, Jacob van Ruisdael, Salomon Van Ruysdael, David Ryckaert, Herman Saftleven II, Godfried Schalken, Bartolomeo Schedoni, Pieter Schoubroeck, Aernout Smit, Frans Snyders, Jan Frans Soolmaker, Jan Steen, Jacques Stella, Jacob van Strij, David Teniers l'Ancien, David Teniers le Jeune, Gillis van Tilborch, Lucas van Uden, Balthasar van der Veen, Adriaen Van de Velde, Adriaen Hendriksz Verboom, Jan Vermeer van Haarlem der Jüngere, Bonifazio Veronese, Marten de Vos, Jan Reynier de Vries, Jan Weenix, Adriaen van der Werff, Jan Wils, Jan Wouwerman, Philips Wouwerman, Pieter Wouwerman, Thomas Wyck, Jan Wijnants, Domenicus van Wijnen, Dirck Wijntrack, Reinier Zeeman...

## Source de la traduction
- (de) Cet article est partiellement ou en totalité issu de l’article de Wikipédia en allemand intitulé « Nicolaus Hudtwalcker » (voir la liste des auteurs).